# Choča
Choča este o comună slovacă, aflată în districtul Zlaté Moravce din regiunea Nitra. Localitatea se află la altitudinea de 170 m deasupra n.m., se întinde pe o suprafață de 4,39 km2 și în 2011 număra 514 locuitori. 

## Istoric
Localitatea Choča este atestată documentar din 1172.

## Demografie
| An:                | 1994 | 2004   | 2014   | 2024   |
| ------------------ | ---- | ------ | ------ | ------ |
| Număr de persoane: | 474  | 486    | 501    | 470    |
| Diferență:         |      | +2,53% | +3,08% | −6,18% |

| An:                | 2023 | 2024   |
| ------------------ | ---- | ------ |
| Număr de persoane: | 483  | 470    |
| Diferență:         |      | −2,69% |